# George Eastman House
La George Eastman House (il nome completo è: George Eastman House International Museum of Photography and Film) è il più antico museo del mondo dedicato alla fotografia e uno dei più antichi archivi cinematografici.

## Storia

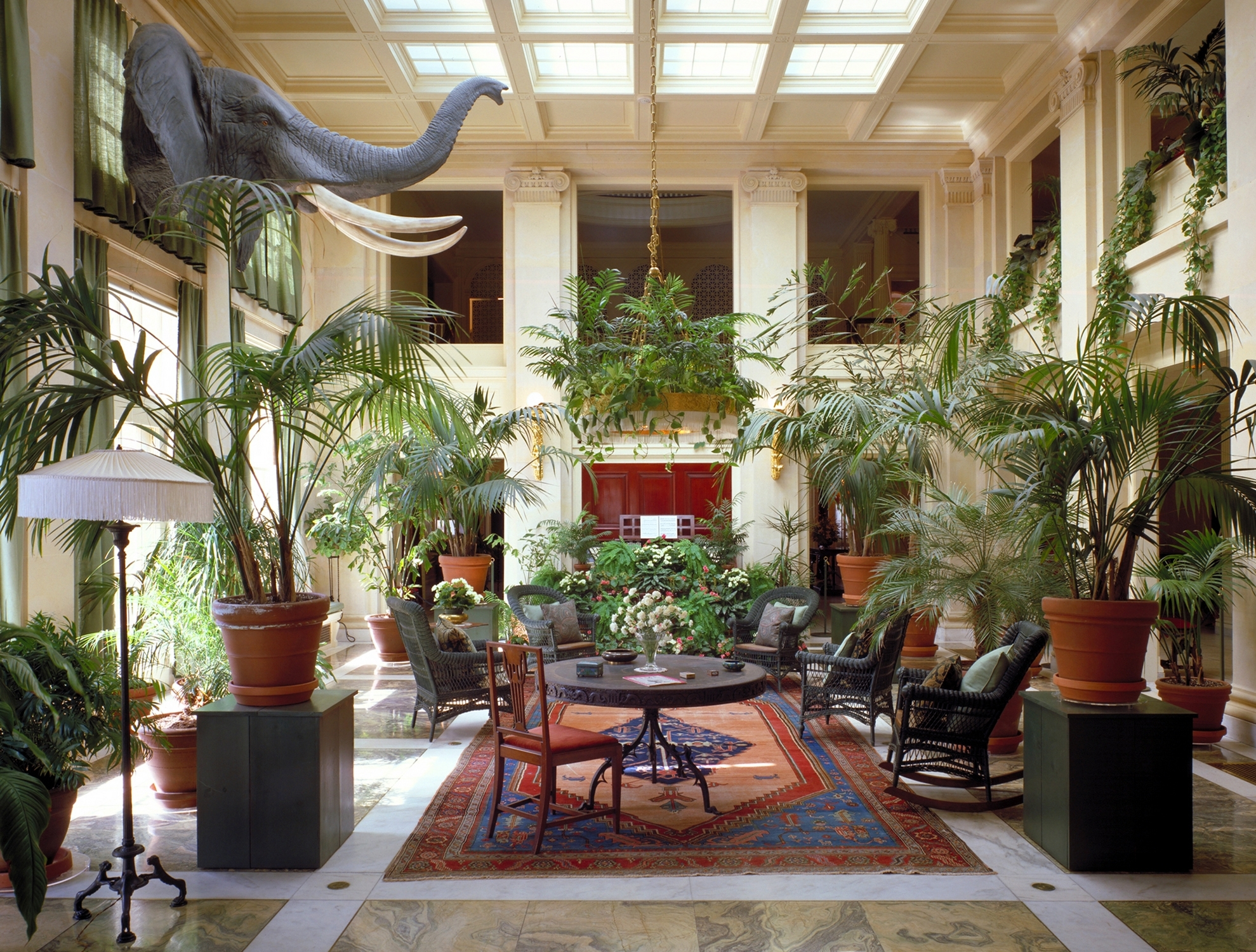
Interno

Aperto al pubblico il 9 novembre 1949 a Rochester, nello stato di New York, e conosciuto internazionalmente per i suoi archivi fotografici e cinematografici, il museo è leader nel settore della conservazione, con una scuola di archivisti e conservatori provenienti da tutto il mondo. Il complesso è ospitato nella residenza di George Eastman, il fondatore della Eastman Kodak Company. La casa, nel 1966, è entrata a far parte del National Historic Landmark. Il museo conserva anche immagini storiche di importanti fotografi italiani, fra cui quelle dei Fratelli Alinari, e quelle dello Studio fotografico Vasari.